# Tanaka Makoto
Tanaka Makoto (Sizuoka, 1975. augusztus 8. –) japán válogatott labdarúgó.
A japán válogatott tagjaként részt vett a 2004-es Ázsia-kupán.

## Statisztika
| Japán válogatott | Japán válogatott | Japán válogatott |
| Időszak          | Mérk.            | gól              |
| ---------------- | ---------------- | ---------------- |
| 2004             | 14               | 0                |
| 2005             | 16               | 0                |
| 2006             | 2                | 0                |
| Összesen         | 32               | 0                |